# Národní rekreační oblast Lake Roosevelt
Národní rekreační oblast Lake Roosevelt (angl. Lake Roosevelt National Recreation Area) je rekreační oblast, která obklopuje Rooseveltovo jezero mezi přehradou Grand Coulee Dam a Northportem ve východním Washingtonu. Návštěvníci zde většinou provozují rybaření, lovení, plavbu na lodi, táboření a plavání, populárními destinacemi jsou pevnost ve Spokanu a Misie svatého Pavla.